# Észtország a 2016. évi nyári olimpiai játékokon
Észtország a brazíliai Rio de Janeiróban megrendezett 2016. évi nyári olimpiai játékok egyik részt vevő nemzete volt. Az országot az olimpián 13 sportágban 46 sportoló képviselte, akik összesen 1 érmet szereztek.

## Érmesek
| Érem  | Versenyző                                             | Sportág | Versenyszám         |
| ----- | ----------------------------------------------------- | ------- | ------------------- |
| Bronz | Tõnu Endrekson Andrei Jämsä Allar Raja Kaspar Taimsoo | Evezés  | Férfi négypárevezős |

## Atlétika
Férfi
| Versenyző           | Versenyszám    | Előfutam | Előfutam | Előfutam | Elődöntő | Elődöntő | Elődöntő | Döntő   | Döntő    |
| Versenyző           | Versenyszám    | Idő      | Hely.    | Össz.    | Idő      | Hely.    | Össz.    | Idő     | Helyezés |
| ------------------- | -------------- | -------- | -------- | -------- | -------- | -------- | -------- | ------- | -------- |
| Jaak-Heinrich Jagor | 400 m gát      | 49,78    | 4.       | 30.      | kiesett  | kiesett  | kiesett  | kiesett | kiesett  |
| Rasmus Mägi         | 400 m gát      | 48,55    | 3.       | 4.       | 48,64    | 4.       | 7.       | 48,40   | 6.       |
| Kaur Kivistik       | 3000 m akadály | 8:44,25  | 13.      | 35.      |          |          |          | kiesett | kiesett  |
| Roman Fosti         | Maraton        |          |          |          |          |          |          | 2:19:26 | 61.      |
| Tiidrek Nurme       | Maraton        |          |          |          |          |          |          | 2:20:01 | 63.      |

| Versenyző     | Versenyszám   | Selejtező | Selejtező | Döntő    | Döntő    |
| Versenyző     | Versenyszám   | Eredmény  | Helyezés  | Eredmény | Helyezés |
| ------------- | ------------- | --------- | --------- | -------- | -------- |
| Gerd Kanter   | Diszkoszvetés | 64,02 m   | 5.        | 65,10 m  | 5.       |
| Martin Kupper | Diszkoszvetés | 62,92 m   | 10.       | 66,58 m  | 4.       |
| Magnus Kirt   | Gerelyhajítás | 79,33 m   | 23.       | kiesett  | kiesett  |
| Tanel Laanmäe | Gerelyhajítás | 80,45 m   | 18.       | kiesett  | kiesett  |
| Risto Mätas   | Gerelyhajítás | 79,40 m   | 22.       | kiesett  | kiesett  |

| Versenyző          | Versenyszám | 100 m | 100 m | Távolugrás | Távolugrás | Súlylökés                | Súlylökés                | Magasugrás | Magasugrás | 400 m | 400 m | 110 m gát | 110 m gát | Diszkoszvetés | Diszkoszvetés | Rúdugrás | Rúdugrás | Gerelyhajítás | Gerelyhajítás | 1500 m  | 1500 m | Végeredmény | Végeredmény |
| Versenyző          | Versenyszám | Idő   | Pont  | Eredmény   | Pont       | Eredmény                 | Pont                     | Eredmény   | Pont       | Idő   | Pont  | Idő       | Pont      | Eredmény      | Pont          | Eredmény | Pont     | Eredmény      | Pont          | Idő     | Pont   | Pont        | Helyezés    |
| ------------------ | ----------- | ----- | ----- | ---------- | ---------- | ------------------------ | ------------------------ | ---------- | ---------- | ----- | ----- | --------- | --------- | ------------- | ------------- | -------- | -------- | ------------- | ------------- | ------- | ------ | ----------- | ----------- |
| Karl Robert Saluri | Tízpróba    | 10,82 | 901   | 702 cm     | 818        | 13,88 m                  | 721                      | 177 cm     | 602        | 50,32 | 800   | 16,51     | 676       | 42,96 m       | 725           | 450 cm   | 760      | 46,42 m       | 536           | 4:39,40 | 684    | 7223        | 23.         |
| Maicel Uibo        | Tízpróba    | 11,16 | 825   | 714 cm     | 847        | érvényes kísérlet nélkül | érvényes kísérlet nélkül | 213 cm     | 925        | 51,08 | 765   | 14,84     | 869       | 37,69 m       | 618           | 510 cm   | 941      | 60,52 m       | 746           | 4:47,49 | 634    | 7170        | 24.         |

Női
| Versenyző  | Versenyszám | Döntő         | Döntő         |
| Versenyző  | Versenyszám | Idő           | Helyezés      |
| ---------- | ----------- | ------------- | ------------- |
| Leila Luik | Maraton     | 2:54:38       | 114.          |
| Liina Luik | Maraton     | nem ért célba | nem ért célba |
| Lily Luik  | Maraton     | 2:48:29       | 97.           |

| Versenyző     | Versenyszám   | Selejtező | Selejtező | Döntő    | Döntő    |
| Versenyző     | Versenyszám   | Eredmény  | Helyezés  | Eredmény | Helyezés |
| ------------- | ------------- | --------- | --------- | -------- | -------- |
| Ksenija Balta | Távolugrás    | 671 cm    | 4.        | 679 cm   | 6.       |
| Liina Laasma  | Gerelyhajítás | 58,06 m   | 20.       | kiesett  | kiesett  |

| Versenyző    | Versenyszám | 100 m gát     | 100 m gát     | Magasugrás       | Magasugrás       | Súlylökés     | Súlylökés     | 200 m         | 200 m         | Távolugrás    | Távolugrás    | Gerelyhajítás | Gerelyhajítás | 800 m         | 800 m         | Végeredmény   | Végeredmény   |
| Versenyző    | Versenyszám | Idő           | Pont          | Eredmény         | Pont             | Eredmény      | Pont          | Idő           | Pont          | Eredmény      | Pont          | Eredmény      | Pont          | Idő           | Pont          | Pont          | Helyezés      |
| ------------ | ----------- | ------------- | ------------- | ---------------- | ---------------- | ------------- | ------------- | ------------- | ------------- | ------------- | ------------- | ------------- | ------------- | ------------- | ------------- | ------------- | ------------- |
| Grit Šadeiko | Hétpróba    | nem ért célba | nem ért célba | nem állt rajthoz | nem állt rajthoz | nem ért célba | nem ért célba | nem ért célba | nem ért célba | nem ért célba | nem ért célba | nem ért célba | nem ért célba | nem ért célba | nem ért célba | nem ért célba | nem ért célba |

## Birkózás

### Férfi
Kötöttfogású
| Versenyző    | Versenyszám | Selejtező         | Nyolcaddöntő                 | Negyeddöntő       | Elődöntő          | Vigaszág első kör | Vigaszág elődöntő       | Bronz- mérkőzés               | Döntő             | Helyezés |
| Versenyző    | Versenyszám | Ellenfél Eredmény | Ellenfél Eredmény            | Ellenfél Eredmény | Ellenfél Eredmény | Ellenfél Eredmény | Ellenfél Eredmény       | Ellenfél Eredmény             | Ellenfél Eredmény | Helyezés |
| ------------ | ----------- | ----------------- | ---------------------------- | ----------------- | ----------------- | ----------------- | ----------------------- | ----------------------------- | ----------------- | -------- |
| Ardo Arusaar | 98 kg       | erőnyerő          | Iszlam Magomedov (RUS) · 0–6 | kiesett           | kiesett           | kiesett           | kiesett                 | kiesett                       | kiesett           | 16.      |
| Heiki Nabi   | 130 kg      | erőnyerő          | Mijaín López (CUB) · 0–3     |                   |                   |                   | Johan Eurén (SWE) · 3–0 | Szergej Szemjonov (RUS) · 0–6 |                   | 5.       |

### Női
Szabadfogású
| Versenyző | Versenyszám | Selejtező         | Nyolcaddöntő                               | Negyeddöntő       | Elődöntő          | Vigaszág első kör | Vigaszág elődöntő | Bronz- mérkőzés   | Döntő             | Helyezés |
| Versenyző | Versenyszám | Ellenfél Eredmény | Ellenfél Eredmény                          | Ellenfél Eredmény | Ellenfél Eredmény | Ellenfél Eredmény | Ellenfél Eredmény | Ellenfél Eredmény | Ellenfél Eredmény | Helyezés |
| --------- | ----------- | ----------------- | ------------------------------------------ | ----------------- | ----------------- | ----------------- | ----------------- | ----------------- | ----------------- | -------- |
| Epp Mäe   | 75 kg       | erőnyerő          | Csang Feng-liu (Zhang Fengliu) (CHN) · 4–6 | kiesett           | kiesett           | kiesett           | kiesett           | kiesett           | kiesett           | 13.      |

## Cselgáncs
Férfi
| Versenyző        | Versenyszám  | Selejtező         | 32-es főtábla                       | Nyolcaddöntő      | Negyeddöntő       | Elődöntő          | Vigaszág elődöntő | Bronz- mérkőzés   | Döntő             | Helyezés |
| Versenyző        | Versenyszám  | Ellenfél Eredmény | Ellenfél Eredmény                   | Ellenfél Eredmény | Ellenfél Eredmény | Ellenfél Eredmény | Ellenfél Eredmény | Ellenfél Eredmény | Ellenfél Eredmény | Helyezés |
| ---------------- | ------------ | ----------------- | ----------------------------------- | ----------------- | ----------------- | ----------------- | ----------------- | ----------------- | ----------------- | -------- |
| Grigori Minaškin | Félnehézsúly | erőnyerő          | Makszim Rakov (KAZ) · 000(3)–000(2) | kiesett           | kiesett           | kiesett           |                   |                   |                   | 17.      |

## Evezés
Férfi
| Versenyző                                             | Versenyszám   | Előfutam | Előfutam | Vigaszág | Vigaszág | Döntő | Döntő   | Döntő | Helyezés |
| Versenyző                                             | Versenyszám   | Idő      | Hely.    | Idő      | Hely.    | Típus | Idő     | Hely. | Helyezés |
| ----------------------------------------------------- | ------------- | -------- | -------- | -------- | -------- | ----- | ------- | ----- | -------- |
| Andrei Jämsä Allar Raja Tõnu Endrekson Kaspar Taimsoo | Négypárevezős | 5:51,71  | 1.       | erőnyerő | erőnyerő | A     | 6:10,65 | 3.    |          |

## Íjászat
Női
| Versenyző      | Versenyszám | Selejtező | Selejtező | 64-es főtábla                       | 32-es főtábla     | Nyolcaddöntő      | Negyeddöntő       | Elődöntő          | Döntő             | Helyezés |
| Versenyző      | Versenyszám | Pont      | Kiemelés  | Ellenfél Eredmény                   | Ellenfél Eredmény | Ellenfél Eredmény | Ellenfél Eredmény | Ellenfél Eredmény | Ellenfél Eredmény | Helyezés |
| -------------- | ----------- | --------- | --------- | ----------------------------------- | ----------------- | ----------------- | ----------------- | ----------------- | ----------------- | -------- |
| Laura Nurmsalu | Egyéni      | 625       | 35.       | Veronika Marcsenko (UKR)(30.) · 0-6 | kiesett           | kiesett           | kiesett           | kiesett           | kiesett           | 33.      |

## Kerékpározás

### Országúti kerékpározás
Férfi
| Versenyző     | Versenyszám   | Idő             | Helyezés      |
| ------------- | ------------- | --------------- | ------------- |
| Tanel Kangert | Mezőnyverseny | 6:11:52 (+1:47) | 9.            |
| Rein Taaramäe | Mezőnyverseny | nem ért célba   | nem ért célba |

## Sportlövészet
Férfi
| Versenyző    | Versenyszám          | Selejtező | Selejtező | Döntő   | Döntő    |
| Versenyző    | Versenyszám          | Pont      | Helyezés  | Pont    | Helyezés |
| ------------ | -------------------- | --------- | --------- | ------- | -------- |
| Peeter Olesk | Gyorstüzelő pisztoly | 553       | 25.       | kiesett | kiesett  |

## Súlyemelés
Férfi
| Versenyző | Versenyszám | Szakítás | Szakítás | Lökés    | Lökés    | Összesen | Helyezés |
| Versenyző | Versenyszám | Eredmény | Helyezés | Eredmény | Helyezés | Összesen | Helyezés |
| --------- | ----------- | -------- | -------- | -------- | -------- | -------- | -------- |
| Mart Seim | +105 kg     | 187      | 13.      | 243      | 3.       | 430      | 7.       |

## Tollaslabda
| Versenyző    | Versenyszám | Csoportkör                                                                                            | Csoportkör | Nyolcaddöntő      | Negyeddöntő       | Elődöntő          | Bronz- mérkőzés   | Döntő             | Helyezés |
| Versenyző    | Versenyszám | Ellenfél Eredmény                                                                                     | Hely.      | Ellenfél Eredmény | Ellenfél Eredmény | Ellenfél Eredmény | Ellenfél Eredmény | Ellenfél Eredmény | Helyezés |
| ------------ | ----------- | --- | ---------- | ----------------- | ----------------- | ----------------- | ----------------- | ----------------- | -------- |
| Raul Must    | Férfi egyes | G csoport · Jan Østergaard Jørgensen (DEN) · 8–21, 15–21 · Brice Leverdez (FRA) · 18–21, 21-18, 12–21 | 3.         | kiesett           | kiesett           | kiesett           | kiesett           | kiesett           | 28.      |
| Kati Tolmoff | Női egyes   | L csoport · Ratchanok Inthanon (THA) · 14–21, 13–21 · Yip Pui Yin (HKG) · 5–21, 21-13, 21-19          | 2.         | kiesett           | kiesett           | kiesett           | kiesett           | kiesett           | 14.      |

## Triatlon
| Versenyző     | Versenyszám | 1,5 km úszás | Depózás 1 | 40 km kerékpározás | Depózás 2 | 10 km futás | Összesítés | Összesítés |
| Versenyző     | Versenyszám | Idő          | Idő       | Idő                | Idő       | Idő         | Idő        | Helyezés   |
| ------------- | ----------- | ------------ | --------- | ------------------ | --------- | ----------- | ---------- | ---------- |
| Kaidi Kivioja | Női         | 20:07        | 0:56      | 1:05:55            | 0:39      | 38:05       | 2:05:42    | 44.        |

## Úszás
Férfi
| Versenyző       | Versenyszám | Előfutam | Előfutam | Előfutam | Elődöntő | Elődöntő | Elődöntő | Döntő   | Döntő   |
| Versenyző       | Versenyszám | Idő      | Hely.    | Össz.    | Idő      | Hely.    | Össz.    | Idő     |         |
| --------------- | ----------- | -------- | -------- | -------- | -------- | -------- | -------- | ------- | ------- |
| Martin Allikvee | 200 m mell  | 2:13,66  | 4.       | 33.      | kiesett  | kiesett  | kiesett  | kiesett | kiesett |

Női
| Versenyző      | Versenyszám | Előfutam | Előfutam | Előfutam | Elődöntő | Elődöntő | Elődöntő | Döntő   | Döntő    |
| Versenyző      | Versenyszám | Idő      | Hely.    | Össz.    | Idő      | Hely.    | Össz.    | Idő     | Helyezés |
| -------------- | ----------- | -------- | -------- | -------- | -------- | -------- | -------- | ------- | -------- |
| Maria Romanjuk | 100 m mell  | 1:09,49  | 1.       | 31.      | kiesett  | kiesett  | kiesett  | kiesett | kiesett  |

## Vitorlázás
Férfi
| Versenyző         | Versenyszám | Futam | Futam | Futam | Futam | Futam | Futam | Futam | Futam | Futam | Futam | Futam   | Pontszám | Helyezés |
| Versenyző         | Versenyszám | 1     | 2     | 3     | 4     | 5     | 6     | 7     | 8     | 9     | 10    | É       | Pontszám | Helyezés |
| ----------------- | ----------- | ----- | ----- | ----- | ----- | ----- | ----- | ----- | ----- | ----- | ----- | ------- | -------- | -------- |
| Deniss Karpak     | Finn dingi  | 5     | 14    | 17    | 20    | (23)  | 10    | 13    | 8     | 18    | 21    | kiesett | 126      | 20.      |
| Karl-Martin Rammo | Laser       | 24    | 19    | 17    | (44)  | 30    | 28    | 36    | 8     | 2     | 5     | kiesett | 169      | 21.      |

Női
| Versenyző                       | Versenyszám     | Futam | Futam | Futam | Futam | Futam | Futam | Futam | Futam | Futam | Futam | Futam | Futam | Futam   | Pontszám | Helyezés |
| Versenyző                       | Versenyszám     | 1     | 2     | 3     | 4     | 5     | 6     | 7     | 8     | 9     | 10    | 11    | 12    | É       | Pontszám | Helyezés |
| ------------------------------- | --------------- | ----- | ----- | ----- | ----- | ----- | ----- | ----- | ----- | ----- | ----- | ----- | ----- | ------- | -------- | -------- |
| Ingrid Puusta                   | Szörfvitorlázás | (18)  | 13    | 12    | 10    | 8     | 11    | 9     | 18    | 7     | 16    | 14    | 14    | kiesett | 132      | 11.      |
| Anna Maria Sepp Kätlin Tammiste | 49erFX osztály  | 15    | 17    | 19    | (20)  | 17    | 18    | 16    | 18    | 19    | 20    | 18    | 17    | kiesett | 194      | 19.      |

## Vívás
Férfi
| Versenyző          | Versenyszám       | Selejtező         | 32-es főtábla                               | Nyolcaddöntő                    | Negyeddöntő            | Elődöntő          | Bronz- mérkőzés   | Döntő             | Helyezés |
| Versenyző          | Versenyszám       | Ellenfél Eredmény | Ellenfél Eredmény                           | Ellenfél Eredmény               | Ellenfél Eredmény      | Ellenfél Eredmény | Ellenfél Eredmény | Ellenfél Eredmény | Helyezés |
| ------------------ | ----------------- | ----------------- | ------------------------------------------- | ------------------------------- | ---------------------- | ----------------- | ----------------- | ----------------- | -------- |
| Nikolai Novosjolov | Párbajtőr, egyéni | erőnyerő          | Pak Kjongdu (Park Kyoung-doo) (KOR) · 12-10 | Francisco Limardo (VEN) · 15-12 | Imre Géza (HUN) · 9-15 | kiesett           | kiesett           | kiesett           | 8.       |

Női
| Versenyző                                                | Versenyszám       | Selejtező         | 32-es főtábla                      | Nyolcaddöntő                          | Negyeddöntő | Elődöntő                                                                                        | Bronz- mérkőzés                                                                                    | Döntő             | Helyezés |
| Versenyző                                                | Versenyszám       | Ellenfél Eredmény | Ellenfél Eredmény                  | Ellenfél Eredmény                     | Ellenfél Eredmény | Ellenfél Eredmény                                                                               | Ellenfél Eredmény                                                                                  | Ellenfél Eredmény | Helyezés |
| -------------------------------------------------------- | ----------------- | ----------------- | ---------------------------------- | ------------------------------------- | --- | ----------------------------------------------------------------------------------------------- | -------------------------------------------------------------------------------------------------- | ----------------- | -------- |
| Julia Beljajeva                                          | Párbajtőr, egyéni | erőnyerő          | Szász Emese (HUN) · 11-15          | kiesett                               | kiesett | kiesett                                                                                         | kiesett                                                                                            | kiesett           | 29.      |
| Irina Embrich                                            | Párbajtőr, egyéni | erőnyerő          | Kszenyija Pantelejeva (UKR) · 15-3 | Szun Ji-ven (Sun Yiwen) (CHN) · 12-15 | kiesett | kiesett                                                                                         | kiesett                                                                                            | kiesett           | 10.      |
| Erika Kirpu                                              | Párbajtőr, egyéni | erőnyerő          | Katharine Holmes (USA) · 5-4       | Sarra Besbes (TUN) · 11-15            | kiesett | kiesett                                                                                         | kiesett                                                                                            | kiesett           | 12.      |
| Julia Beljajeva Irina Embrich Erika Kirpu Kristina Kuusk | Párbajtőr, csapat |                   |                                    | erőnyerő                              | Dél-Korea (KOR) · Cshö Indzsong (Choi In-jeong) · Kang Jongmi (Kang Young-mi) · Sin Aram (Shin A-lam) · Cshö Unszuk · 27-26 | Kína (CHN) · Hszü An-csi (Xu Anqi) · Szun Ji-ven (Sun Yiwen) · Szun Jü-csie (Sun Yujie) · 36-45 | Oroszország (RUS) · Violetta Kolobova · Tatyjana Logunova · Ljubov Sutova · Olga Kocsnyeva · 31-37 |                   | 4.       |